# Sant Martí Sarroca (kommun)
Sant Martí Sarroca är en kommun i Spanien.   Den ligger i provinsen Província de Barcelona och regionen Katalonien, i den östra delen av landet, 500 km öster om huvudstaden Madrid. Antalet invånare är 3 200. Arean är 35 kvadratkilometer. Sant Martí Sarroca gränsar till Torrelles de Foix, Font-rubí, Vilobí del Penedès, Pacs del Penedès, Santa Margarida i els Monjos, Castellví de la Marca och El Montmell. 
Terrängen i Sant Martí Sarroca är platt åt nordost, men åt sydväst är den kuperad.